# 詹姆斯·科平格
詹姆斯·科平格（英語：James Coppinger；1981年1月18日—）是一位英格蘭足球運動員。在場上的位置是攻擊型中場。他現在效力於英格蘭足球冠軍聯賽球隊唐卡斯特流浪足球俱樂部。他是在2004年5月轉會唐卡斯特流浪者的。

## 外部連結
- 足球数据库：詹姆斯·科平格的球员统计数据
- Doncaster Rovers F.C. Profile
- YouTube James Coppinger – Best Hat-trick Ever! （页面存档备份，存于）